# Thee Michelle Gun Elephant
Thee Michelle Gun Elephant (auch abgekürzt TMGE) war eine japanische Garage-Punk-Band, die sich 1991 gründete und 2003 auflöste. In einer Liste der angeblich 100 besten japanischen Musiker von HMV belegt sie Platz 77.

## Werdegang
Die Band wurde 1991 von den vier Studenten Futoshi Abe, Yūsuke Chiba, Kazuyuki Kuhara und Kōji Ueno gegründet. Mehrere Jahre spielten sie in kleinen Clubs, bevor sie 1995 ihr erstes Album Wonder Style in London mit Chris Brown produzierten, der neben anderen auch für Radiohead gearbeitet hatte.
Sie erhielten einen Vertrag bei Triad, einem Unterlabel von Nippon Columbia. Nach der Veröffentlichung des Albums Chicken Zombies 1997 folgte eine gleichnamige Tour in 36 japanische Städte, im gleichen Jahr traten sie beim Fuji Rock Festival auf. Auch in Großbritannien fanden 5 Auftritte statt, denen 1999 weitere folgten. 2000 spielte die Band auch in Österreich und Frankreich.
2002 pausierten die Musiker und veröffentlichten vor dem Wechsel zum Label Island Records ein Best-Of-Album. Die neuen Platten wurden 2003 von der Ankündigung begleitet, dass sich die Band nach Abschluss der Tour am 11. Oktober 2003 auflöst.
Der Sänger Yūsuke Chiba gründete 2002 die Band Rosso, die bis 2006 bestand. Ab 2006 sang er bei The Birthday.
Am 22. Juli 2009 starb der Gitarrist Futoshi Abe an einer Hirnblutung. Im November 2023 starb Sänger Chiba 55-jährig an Krebs.

## Diskografie (Auswahl)
- 1995: Wonder Style (Trippin’ Elephant Records)
- 1996: Cult Grass Stars
- 1996: High Time
- 1997: Chicken Zombies
- 1997: Wonder Style (Neuauflage)
- 1998: Gear Blues
- 1999: Rumble
- 2000: TMGE 106
- 2000: Casanova Snake
- 2001: Rodeo Tandem Beat Specter
- 2002: Thee Michelle Gun Elephant Grateful Triad Years
- 2003: Sabrina Heaven (Island)
- 2003: Sabrina No Heaven (Island)